# Ella van Drumpt
 (février 2019).
Si vous disposez d'ouvrages ou d'articles de référence ou si vous connaissez des sites web de qualité traitant du thème abordé ici, merci de compléter l'article en donnant les références utiles à sa vérifiabilité et en les liant à la section « Notes et références ».
Ella van Drumpt, née le 14 août 1957 à Bergen (Limburg, plaats) (nl),, est une actrice néerlandaise.

## Filmographie

### Cinéma et téléfilms
- 1983 : Herenstraat 10 (nl) : La courrière
- 1984 : Hotel in Kopenhagen : Ellen
- 1986 : Het wassende water (nl) : Schrobster
- 1987 : Havinck (nl) : La secrétaire Havinck
- 1988-1991 : Medisch Centrum West (nl) : Linda Koning
- 1990 : De gulle minnaar (nl) : Kiki
- 1991 : De zomer van '45 (nl) : Jenny
- 1992 : Suite 215 : Chou
- 1992-1993 : Ha, die Pa! (nl) : La sieur De Herder
- 1993 : Naarden Vesting : Karin
- 1993 : Mus : Helena
- 1993-1995 : Pleidooi : Ellis Postuma
- 1994 : Coverstory (nl) : Isabelle
- 1994 : De Sylvia Millecam Show (nl) : Janneke Rombouts
- 1995 : Tralievader : La mère de Nelly
- 1996 : Off Mineur : Yvonne
- 1996 : Unit 13 : Gemma Verstraten
- 1996-1997 : Fort Alpha (nl) : Alex de Hondt
- 1997 : Over de liefde : Martha
- 1997-1998 : Duidelijke taal! : Astrid
- 1999 : Dat is nooit mijn naam geweest : Rianne Boonzaaier
- 1999-2000 : Blauw blauw (nl) : Henny
- 2002 : Echt waar (nl) : Marcia Mulder
- 2002 : Russen (nl) : La docteur Elmunda Siegertz
- 2003 : Vrijdag de 14e: Van huis uit (nl) : L'infirmière en chef
- 2003 : SuperTex (en) : Yvonne
- 2003-2004 : Bergen Binnen (nl) : Jeannette van Wely
- 2008 : Flikken Maastricht : Mme Janssens
- 2010 : Annie MG (nl) : La comédienne de Los Zand
- 2010 : First Mission : La mère de Marina
- 2016 : Familie Kruys (nl) : La superviseuse

## Vie privée
Depuis 2009, elle est en couple avec l'acteur Marc Klein Essink.